# Albéric Pont
Pour les articles homonymes, voir Pont (homonymie).
Albéric Pont (26 février 1870 – 2 février 1960) est un dentiste français, disciple du docteur Claude Martin. Il est le créateur d'un centre de chirurgie maxillo-faciale durant la Première Guerre mondiale.

## Biographie
Albéric Pont naît à Bagnols-sur-Cèze le  26 février 1870. De 1888 à 1898, il fait à Lyon ses études de médecine incluant l'externat et l'internat. Ayant décidé de s'orienter vers l'odontologie, il étudie dans cette discipline en 1898 à Genève, puis en 1899 à Paris.
Le 10 octobre 1899, Pont est élu président de la Société civile de l'École dentaire de Lyon, école dont il est le fondateur.
Une situation socioprofessionnelle confortable n'empêche pas le Dr Pont de s'engager en 1914 et d'occuper la fonction d'infirmier de 2e classe à la gare de Perrache.
L'école dentaire et l'administration des hospices lui accordent l'autorisation de créer dès le 15 septembre 1914 le Centre maxillo-facial pour les mutilés de la face de Lyon, disposant d'une trentaine de lits.
Durant la Seconde Guerre mondiale, il crée une école clandestine de dentistes pour étudiants "non-aryens".
Il meurt le 2 février 1960, à l'âge de 89 ans.

## Distinctions
- Officier de la Légion d'honneur en 1950 (déjà nommé chevalier en 1917 à titre militaire pour services exceptionnels), insigne remis le 14 février 1950 par Henri Hermann, doyen de la faculté de médecine et de pharmacie de Lyon.
- Une rue porte son nom dans le 5e arrondissement de Lyon.